# Shōhaku Soga
Shōhaku Soga (jap. 曽我 蕭白 Soga Shōhaku; ur. 1730, zm. 1781) – japoński malarz.
Urodził się w Kioto w rodzinie kupieckiej o nazwisku Miura (三浦左). Studiował u Keiho Takedy (1673–1755), pomniejszego twórcy szkoły Kanō, wnuka Sanraku Kanō. Tworzył monochromatyczne obrazy w stylu suiboku-ga, nawiązujące do twórczości artysty z okresu Muromachi, Dasoku Sogi. Przyjął nawet jako swój pseudonim jego nazwisko.
Uważany jest za najbardziej oryginalnego spośród ekscentrycznych artystów okresu Edo, swoim zachowaniem lekceważył istniejące normy społeczne, a jego sztuka uważana była za dziwaczną. Malował grubymi, spontanicznymi pociągnięciami pędzla, przedstawiając pejzaże oraz postaci z legend i folkloru. Jego obrazy zapełniają groteskowe postaci o przerysowanej mimice, kościotrupy i szaleńcy, wyłamujące się z kanonów estetycznych i prądów dominujących w XVIII-wiecznym malarstwie japońskim.

## Galeria

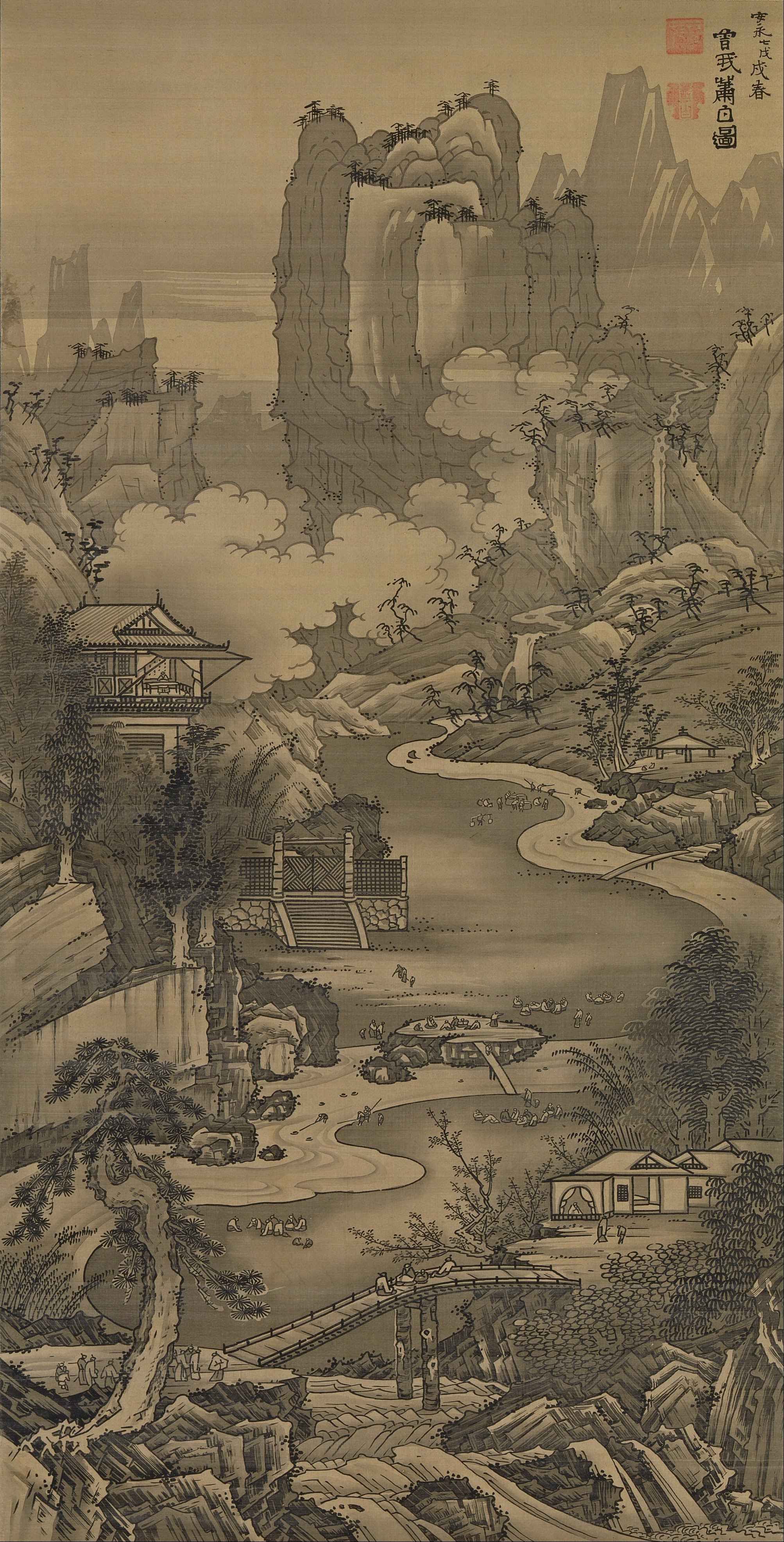
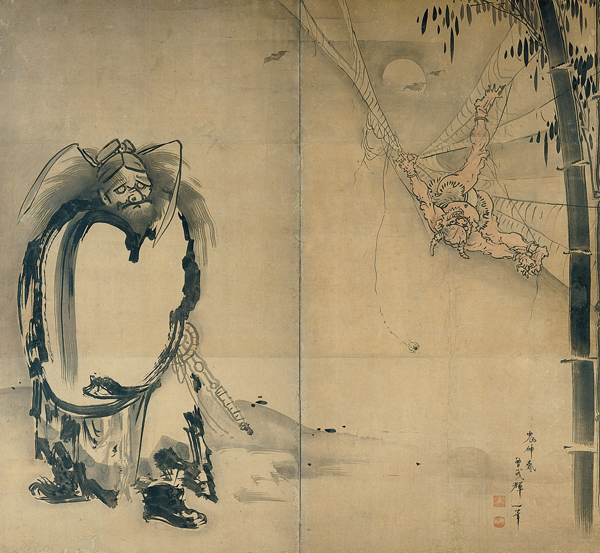
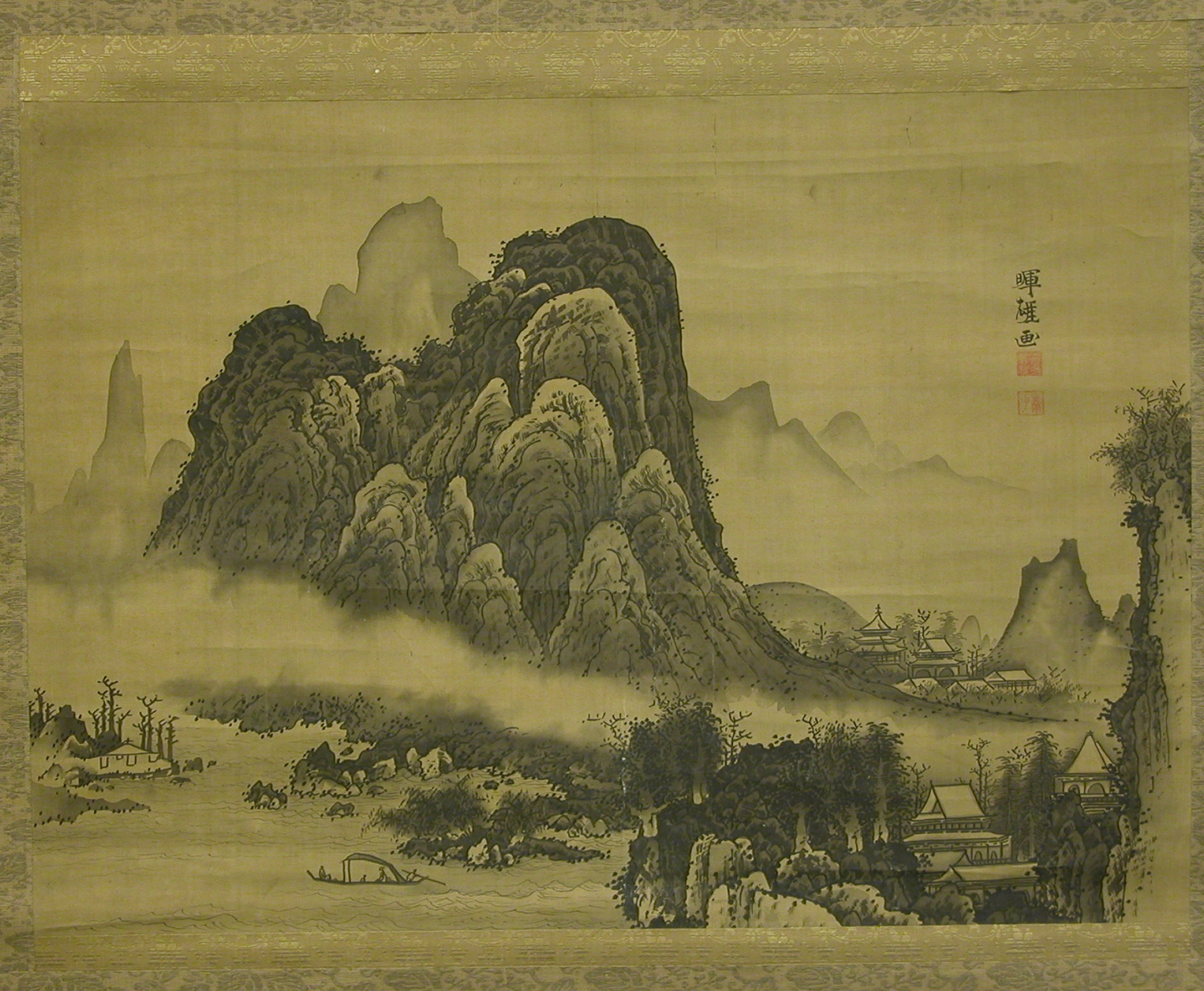
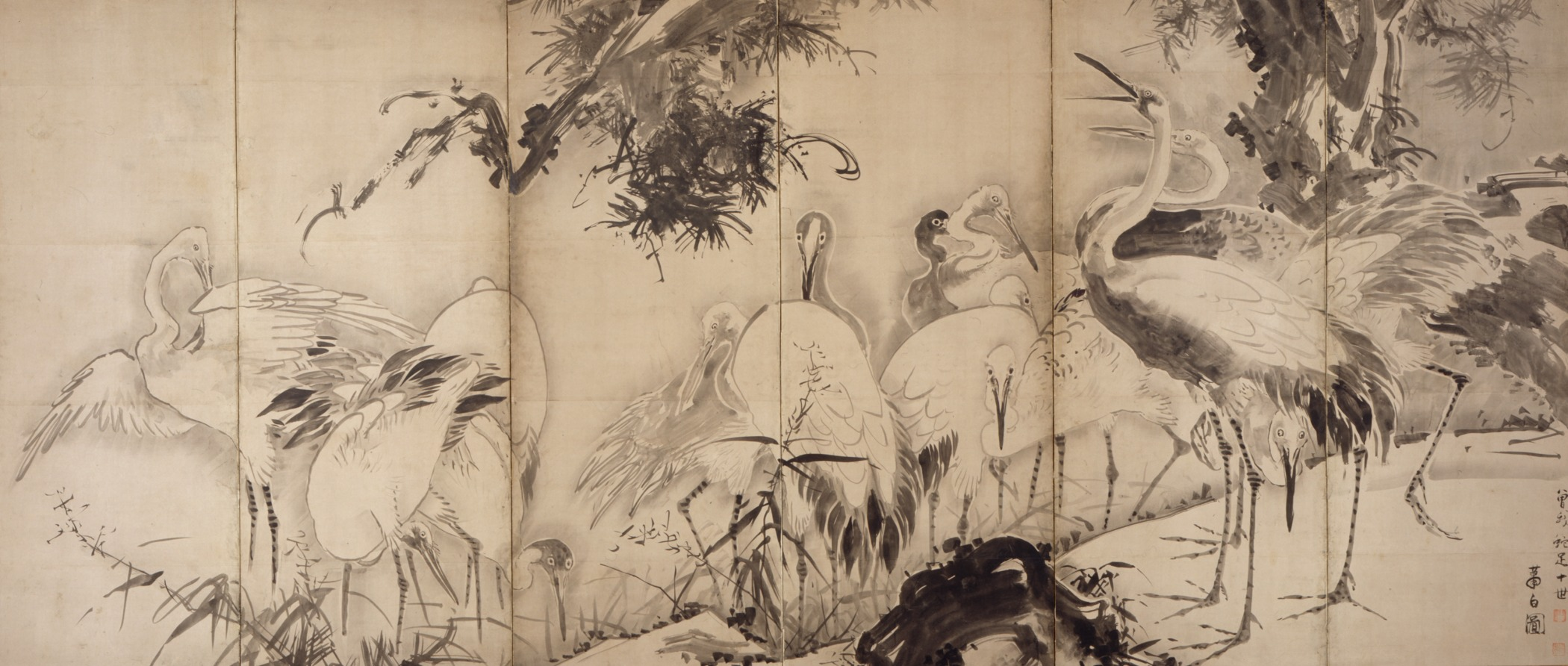
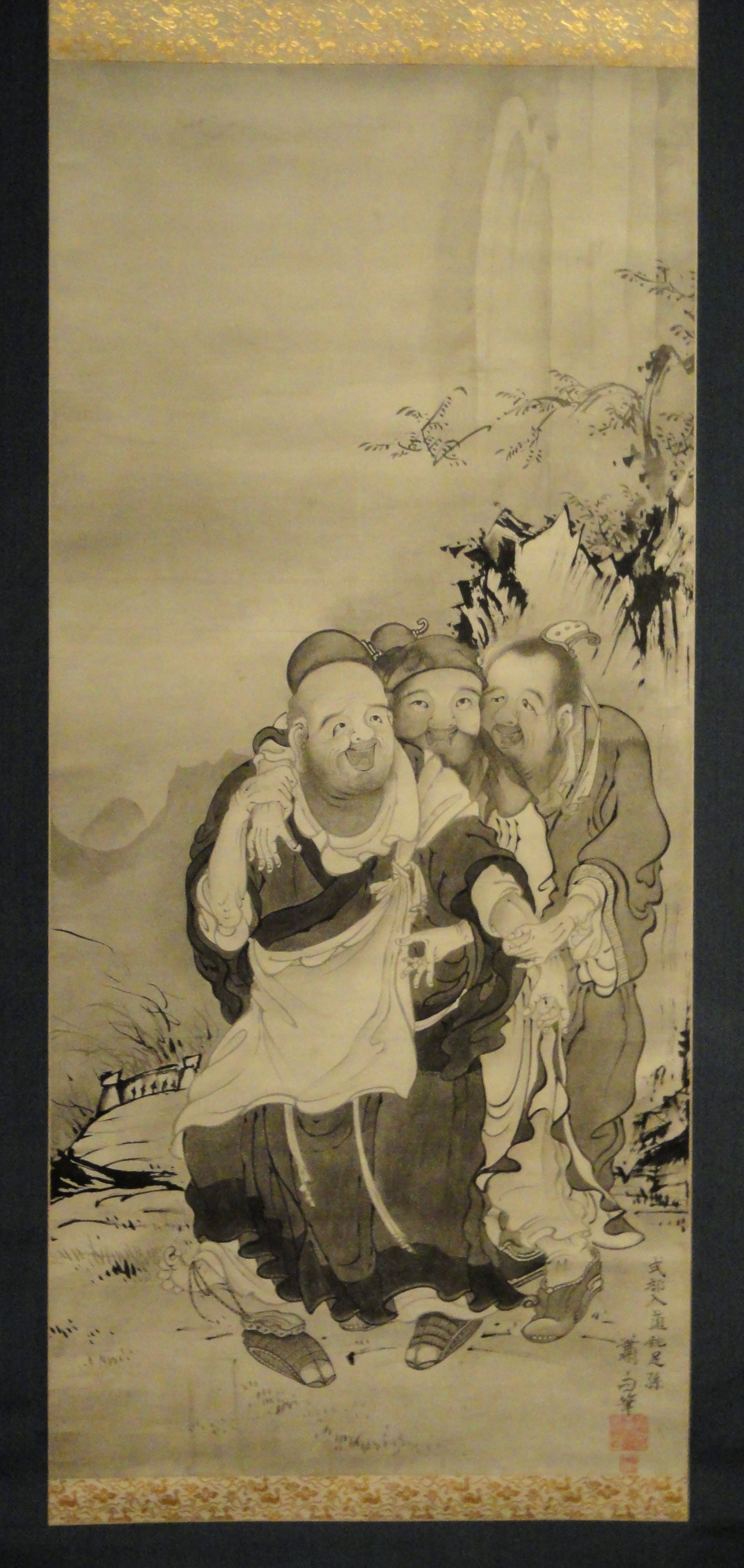
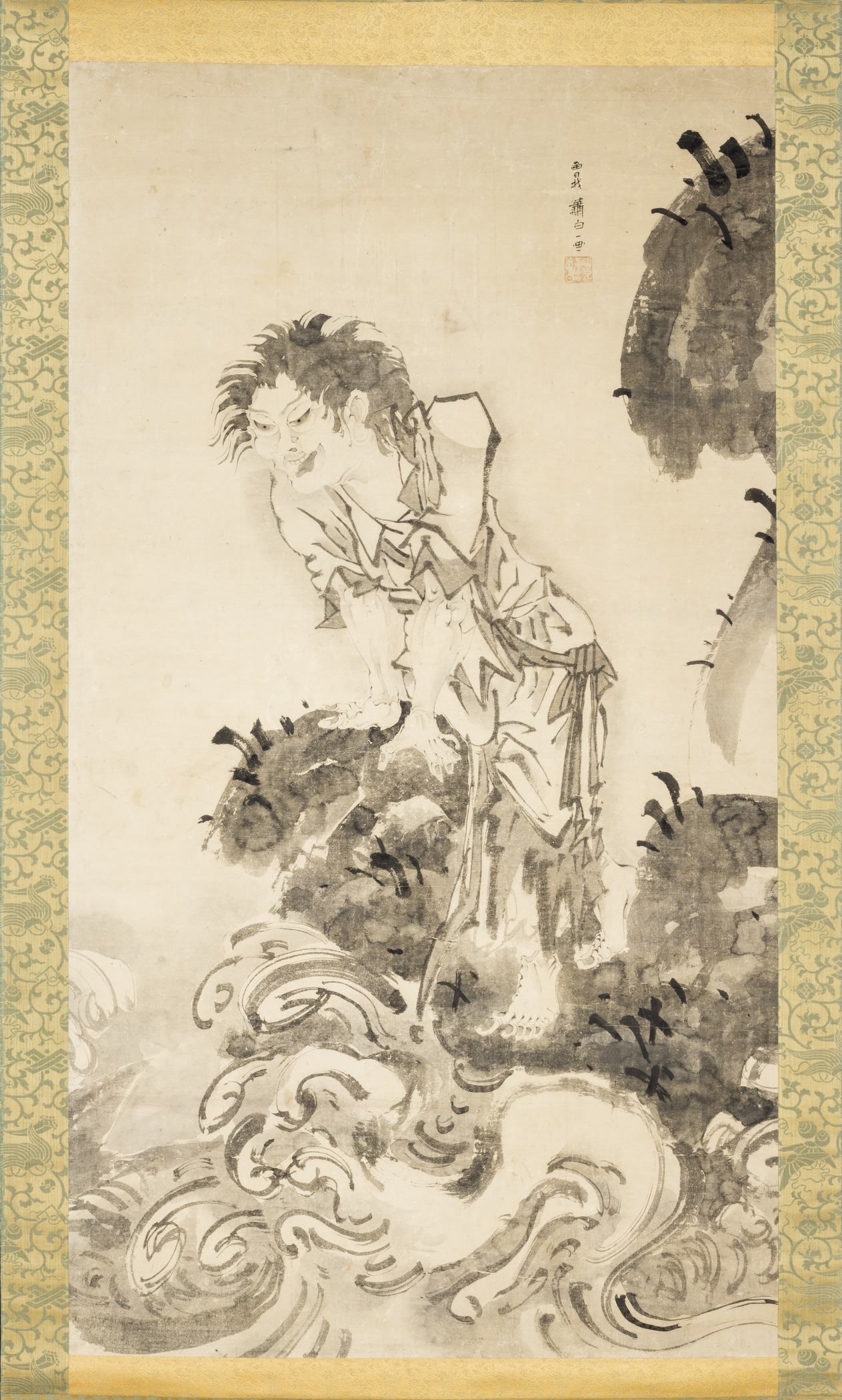